# Котт, Ян
Ян Котт (пол. Jan Kott, 27 октября 1914, Варшава — 23 декабря 2001, Санта-Моника) — польский литературный и театральный критик, теоретик театра, публицист, драматург, эссеист, переводчик.

## Биография
Сын Маурыцы Кота и Казимеры Вертенштейн. Начинал в середине 1930-х как поэт. Воевал в рядах Армии людовой. Член Польской объединённой рабочей партии с 1943 года. После войны выступал теоретиком социалистического реализма на страницах издававшегося им журнала «Кузница», вместе с тем отстаивал «большой реализм» европейской литературы, образцам которой предлагал следовать послевоенной польской словесности. Был профессором Вроцлавского (1949—1952) и Варшавского (1952—1969) университетов. В 1957 году вышел из рядов ПОРП.
В 1966 году переехал в США, был лишён в Польше профессорского звания. В 1969—1983 годах преподавал в университете штата Нью-Йорк. В 1979 году получил американское гражданство.

## Творчество
Огромный мировой резонанс имела его книга «Шекспир — наш современник» (1965, англ. изд. 1964), где Шекспир был прочитан через экзистенциальные испытания XX в. и театр абсурда Ионеско и Беккета. Позже Котт развил этот подход в книге о древнегреческом театре «Пожирание богов» (1973, польск.изд. 1986, премия Польского отделения секции театральных критиков Международного театрального института, 1986).
Кроме Шекспира и его современников, Котт писал о японском театре, театральных поисках Т. Кантора, Е. Гротовского.
Переводил Мольера, Дидро, Сартра, Ионеско.

## Признание и влияние
Книга «Шекспир — наш современник» глубоко повлияла на Питера Брука и его шекспировские постановки, Брук написал предисловие к американскому изданию книги.
Труды Котта, включая дневники и автобиографические сочинения, переведены на многие европейские языки. Он награждён премией Гердера (1964), назван в США театральным критиком года (1985).

## Избранные сочинения
- Mitologia i realizm. Szkice literackie (1946)
- Węgiel (1946)
- Po prostu. Szkice i zaczepki (1946)
- O społecznym awansie (1947)
- Szkoła klasyków (1949)
- Nowy Świętoszek (1950, комедия, в соавторстве с С.Дыгатом)
- Trwałe wartości literatury polskiego Oświecenia (1951)
- Wiktor Hugo — pisarz walczący (1952)
- Szkice o Szekspirze (1961)
- Szekspir współczesny (1965)
- Aloes. Dzienniki i małe szkice (1969)
- Zjadanie bogów. Szkice o tragedii greckiej (1986)
- Kamienny potok. Szkice (1981)
- Przyczynek do biografii (1990)
- Fotel recenzenta (1991)
- Płeć Rozalindy. Interpretacje: Marlowe, Szekspir, Webster, Büchner, Gautier (1992)
- Nowy Jonasz i inne szkice (1994)
- Bajeczki dla Lidusi (1994)
- Kadysz. Strony o Tadeuszu Kantorze (1997)
- Lustro. O ludziach i teatrze (2000)
- Powiastki dla wnuczek (2002)

## Сводные издания
- Jak wam się podoba (театральные рецензии, т.1-3, 1955—1962)
- Postęp i głupstwo. Szkice (статьи и воспоминания, т.1-2, 1956)
- Pisma wybrane (t.1-3, 1991)

## Издания на английском языке
- Shakespeare, our contemporary. Garden City: Doubleday, 1964.
- Theatre notebook, 1947—1967. Garden City: Doubleday, 1968.
- The eating of the gods; an interpretation of Greek tragedy. New York: Random House, 1973.
- The theater of essence and other essays. Evanston: Northwestern UP, 1984.
- The bottom translation: Marlowe and Shakespeare and the Carnival tradition. Evanston: Northwestern UP, 1987.
- Four decades of Polish essays. Evanston: Northwestern UP, 1990.
- The gender of Rosalind, interpretations: Shakespeare, Büchner, Gautier. Evanston: Northwestern UP, 1992.
- The memory of the body: essays on theater and death. Evanston: Northwestern University Press, 1992.
- Still alive: an autobiographical essay. New Haven: Yale UP, 1994.

## Издания на русском языке
- Шекспир - наш современник / Пер. Вадима Климовского. — СПб.: Балтийские сезоны, 2011. — ISBN 978-5-903368-57-0.